# Delphinium bicolor
Delphinium bicolor är en ranunkelväxtart. Delphinium bicolor ingår i släktet storriddarsporrar, och familjen ranunkelväxter.

## Underarter
Arten delas in i följande underarter:
- D. b. bicolor
- D. b. calcicola

## Bildgalleri

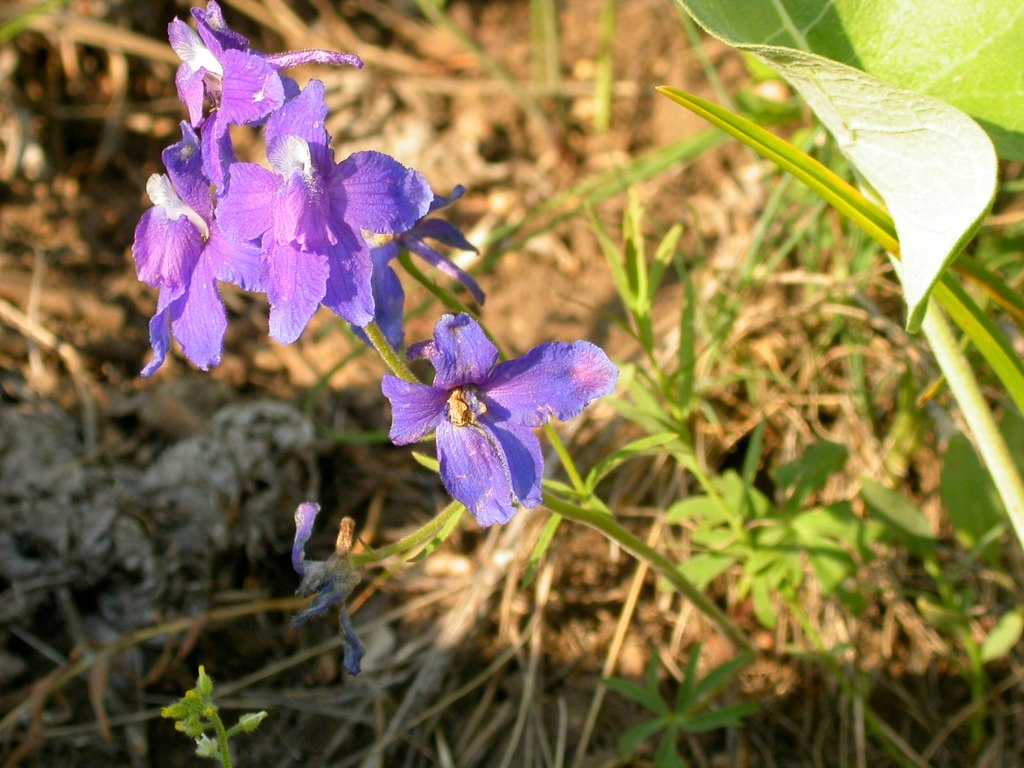
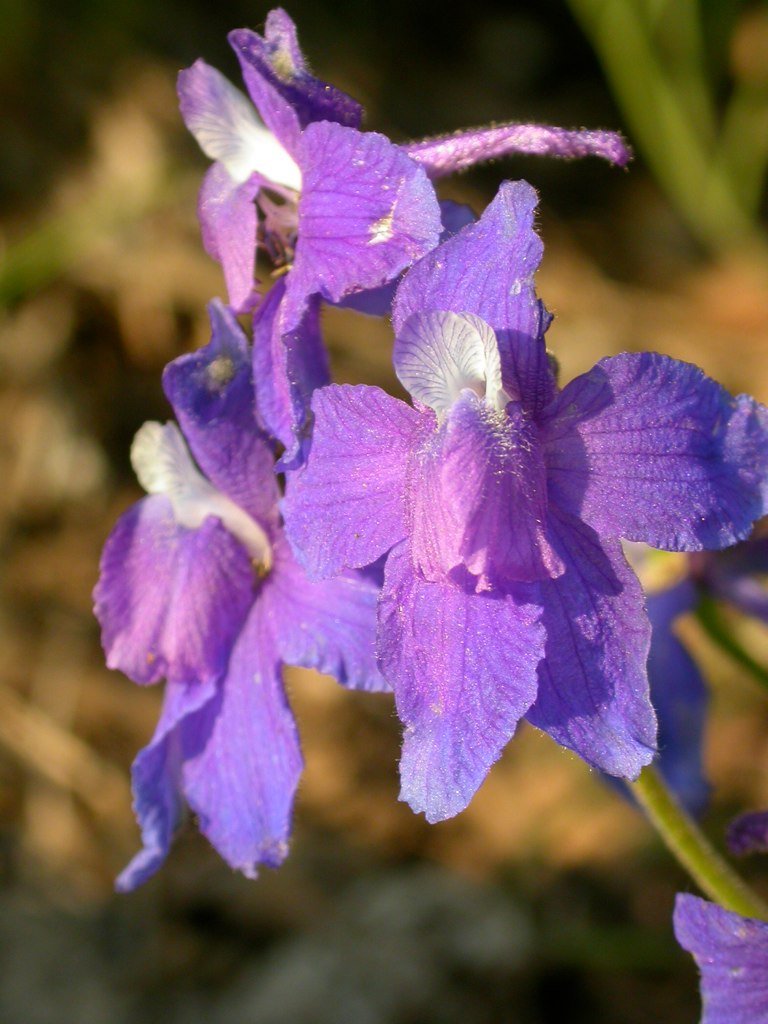
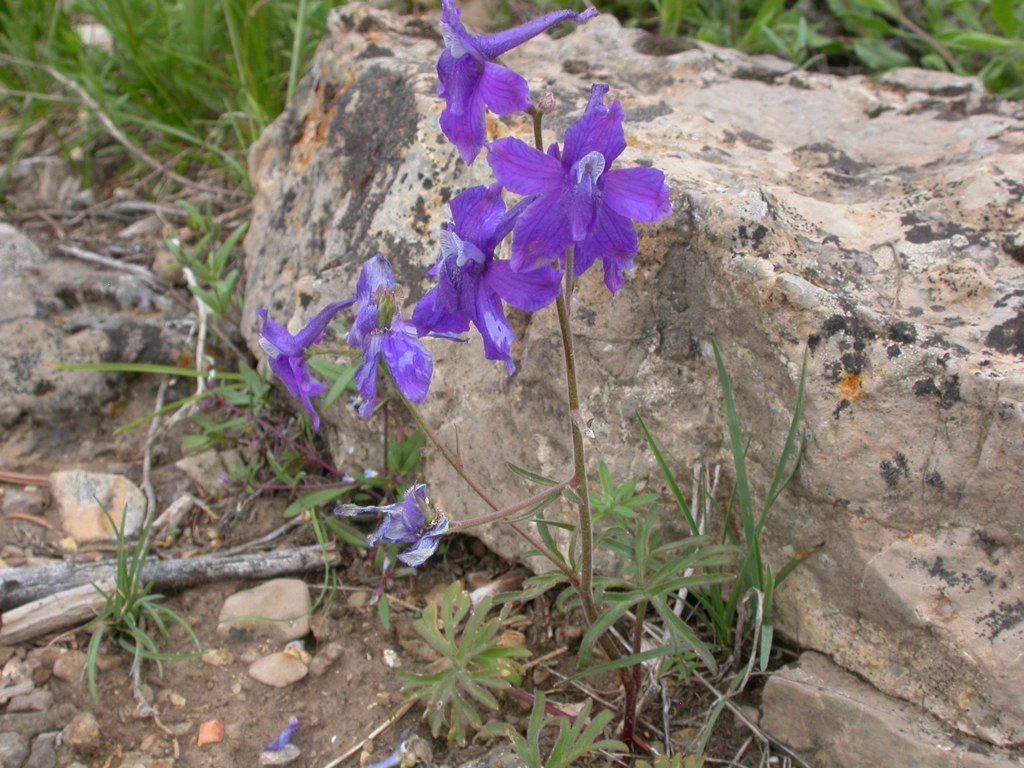
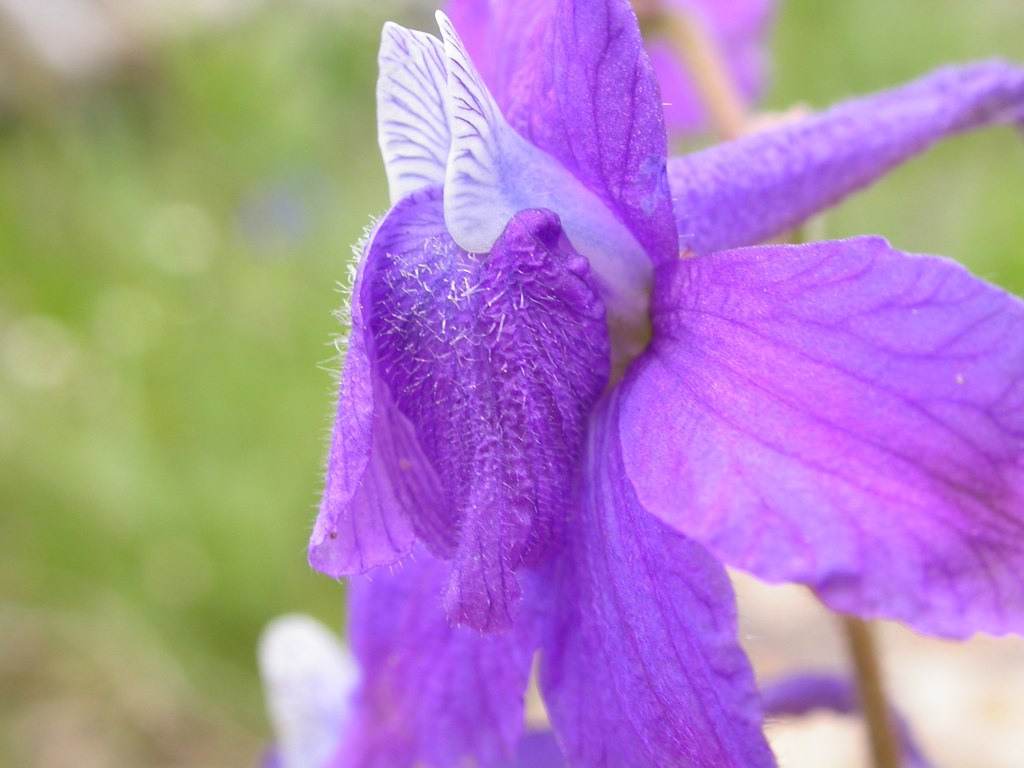